# Myriosclerotinia duriaeana
Myriosclerotinia duriaeana är en svampart som först beskrevs av Tul. & C. Tul., och fick sitt nu gällande namn av N.F. Buchw. 1947. Myriosclerotinia duriaeana ingår i släktet Myriosclerotinia och familjen Sclerotiniaceae.  Arten är reproducerande i Sverige. Inga underarter finns listade i Catalogue of Life.